# 新春ドラマスペシャル (TBS)
新春ドラマスペシャル（しんしゅんドラマスペシャル）とは、TBS系列で毎年1月に放送されているスペシャルドラマである。

## 概説
それまで正月1月1日の『新春時代劇』に代わる新春特別番組として1998年から放送を開始した。ただし、2023年はバラエティ番組を放送したため休止した。西暦偶数年は『義母と娘のブルース』謹賀新年スペシャルを放送していたが2024年にFinalを迎えた。

## これまでにこの枠で放送されたドラマ作品
- 2025年：『スロウトレイン』
- 2024年：『義母と娘のブルースFINAL 2024年謹賀新年スペシャル』
- 2022年：『義母と娘のブルース 2022年謹賀新年スペシャル』
- 2021年：『逃げるは恥だか役に立つ ガンバレ人類!新春スペシャル!!』
- 2020年：『あしたの家族』
- 2020年（枠外）：『義母と娘のブルース 2020年謹賀新年スペシャル』
- 2020年（枠外）：『半沢直樹イヤー記念・エピソードゼロ〜狙われた半沢直樹のパスワード〜』
- 2019年：『下町ロケット 特別編』
- 2018年：『都庁爆破!』
- 2017年：『しあわせの記憶』
- 2016年：『最高のオヤコ』
- 2015年：『ORANGE 〜1.17 命懸けで闘った消防士の魂の物語〜』
- 2014年：『“新参者”加賀恭一郎 眠りの森』
- 2013年：『ATARUスペシャル～ニューヨークからの挑戦状!!～』
- 2012年：『花嫁』
- 2012年（枠外）：『花嫁の父』
- 2012年（枠外）：『知られざる幕末の志士 山田顕義物語』
- 2011年：『赤い指～『新参者』加賀恭一郎再び!』
- 2011年：『トイレの神様』
- 2010年：『筆談ホステス 〜母と娘、愛と感動の25年。届け!わたしの心〜』
- 2009年（枠外）：『そうか、もう君はいないのか』
- 2008年：『3年B組金八先生新春2時間スペシャル』
- 2008年：『女子刑務所東三号棟7』
- 2007年（枠外）：『花より男子～番外編 牧野家はじめての家族旅行!珍道中 in NY』
- 2007年：『三日遅れのハッピーニューイヤー!』
- 2006年：『里見八犬伝』
- 2005年：『星野仙一物語 〜亡き妻へ贈る言葉』
- 2004年：「ブラックジャックによろしく〜涙のがん病棟編〜」
- 2003年：『白い影 その物語のはじまりと命の記憶』